# Ratusz w Fulham
Ratusz w Fulham – ratusz zachodniej dzielnicy Londynu, Fulham, zlokalizowany przy Harwood Road i Fulham Road (dwie elewacje wejściowe).

## Historia
Obiekt wzniesiono w latach 1888–1890, a jego projektantem był George Edward. Służył jako siedziba parafii w Fulham. W latach 1904–1905 był gruntownie przebudowany i rozbudowany według projektu Francisa Wooda, inżyniera gminy Borough of Fulham, z inicjatywy Metropolitan Borough of Fulham, gminy utworzonej w 1900, zgodnie z London Government Act (1899). Budynek został ponownie rozbudowany w 1934, według projektu Waltera Cave’a.
W grudniu 1885 ogłoszono konkurs na projekt nowego ratusza, który zastąpiłby istniejące biuro parafii w Walham Green. Zgłosiło się 63 uczestników. Gdy pierwszy wybór (projekt Newmana & Newmana), został odrzucony na korzyść projektu George’a Edwardsa, pojawiły się oskarżenia o nepotyzm. Siedzibę zbudowano w latach 1888–1890, ale ogromny rozwój Fulham w latach 90. XIX wieku i rozszerzenie obowiązków rady dzielnicy sprawiły, że szybko okazała się zbyt mała. Ratusz został więc zmodernizowany w starej części i rozbudowany w latach 1904–1905. Znaczna część prac wewnętrznych, w tym mebli, została wykonana bezpośrednio przez członków rady gminnej. Przestał on służyć jako ratusz w 1965, kiedy gminy Hammersmith i Fulham zostały połączone, ale nadal był używany jako miejsce niektórych wydarzeń.

## Architektura

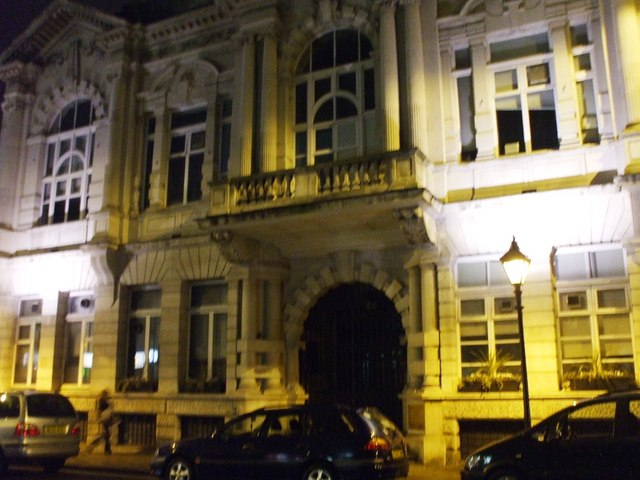
Fasada od strony Harwood Road (barok edwardiański)

Fasada obiektu z lat 1888–1890 wykonana jest w stylu włoskiego renesansu i bogata w detale. Elewacja z lat 1904–1905 jest przykładem edwardiańskiego baroku. Jakość kamieniarki i detali rzeźbiarskich na obu elewacjach jest uznawana za wysoką. Zachowane są wnętrza o bogatym wystroju i wyposażeniu. Budynek został poddany niewielkim przebudowom, zarówno z zewnątrz, jak i wewnątrz. Budynek i jego forma jest świadectwem czasów przemian londyńskiej tożsamości lokalnej – od biura parafii do pełnoprawnej dzielnicy metropolitalnej.
Fasady pokryte są kamieniem portlandzkim, a pozostałe elewacje wykonano z cegły, natomiast dachy z łupków. Włoska fasada od strony Fulham Road jest wykonana z rustykalnego kamienia portlandzkiego z obfitą rzeźbioną dekoracją. Okna na pierwszym piętrze doświetlające salę publiczną są flankowane pilastrami i granitowymi kolumnami z kapitelami jońskimi oraz mają balkony. Kamień węgielny u podstawy pilastra po lewej stronie od wejścia, pochodzi z 10 grudnia 1888. Elewacja z 1905, od Harwood Road jest w edwardiańskim stylu barokowym. W centralnej części pierwszego piętra znajduje się balustradowy balkon na wspornikach i wysokie okno o pełnym łuku, flankowane sparowanymi jońskimi kolumnami. Na elewacji umieszczono tabliczki z nazwiskami burmistrzów i radnych i wzorzystą mozaikę z czarnym napisem „Borough of Fulham”.

## Wnętrza
Wewnątrz zachowane są m.in. inkrustowane podłogi z lastryko i zdobione belki stropowe. Oryginalna jest budka portiera z drewna, oszklona. Podest schodów jest oświetlony wysokim łukowym witrażem przedstawiającym biskupa Hereford przyznającego dwór Fulham Erkenwaldowi, zaprojektowanym przez Francisa Speara w 1931. Jest to dar sir Williama Waldrona, byłego burmistrza. Sala publiczna, która mogła pomieścić 1000 osób, ma szereg dębowych drzwi z rzeźbionymi frontonami, bogato zdobiony belkowany strop z trzema kopułami i scenę (łuk proscenium dodany w 1950). Oprawy oświetleniowe są w stylu art deco. Pomieszczenia komisji przylegające do sali rady mają kominki i wyłożone panelami ściany. Sala rady ma pilastry ze scagliolą i sufit kasetonowy, a także oprawy oświetleniowe z lat 30. XX wieku. Stałe półkoliste dębowe siedzenia i podium burmistrza zostały zainstalowane w latach 1904–1905. Galeria publiczna ma ozdobną balustradę z kutego żelaza. Seria witraży z 1928 przedstawia postacie historyczne.